# امیه بن خلف
امیه بن خلف (به عربی: أمية بن خلف) یکی از سران قریش و رئیس قبیله بنی‌جمح بود. او یکی از مخالفان اصلی محمد بود. امیه ارباب بلال بن رباح بود، که او را به خاطر پذیرش اسلام شکنجه کرد. او در جنگ بدر به دست بلال کشته شد. بنابر برخی روایات سوره همزه درباره وی نازل شده است.